# مسابقات جهانی جورچین
مسابقات جهانی جورچین یک رویداد سالانهٔ به من‍ظور حل سریع جورچین‌ها است که توسط فدراسیون جهانی جورچین برگزار می شود.   این مسابقات در سال ۲۰۱۹ آغاز شد و تا سال ۲۰۲۳ تنها در وایادولید اسپانیا برگزار شده است.  مسابقات قهرمانی شامل سه ردهٔ تیمی، زوجی و انفرادی است. این مسابقه در سال ۲۰۱۹ اولین باری بود که یک رتبه‌بندی بین‌الملی برای حل سریع جورچین شکل گرفت. 

## رده ها
سه رده در مسابقات قهرمانی موجود است. در همه رده‌ها، هدف تکمیل جورچین در سریع‌ترین زمان ممکن است. برای شرکت کنندگانی که پازل(های) تعیین شده را در مدت زمان تعیین شده به پایان نرسانند، تعداد قطعات باقیمانده موقعیت آن‌ها را در جدول نهایی مشخص می‌کند.
- ردهٔ تیمی: تیم‌های چهار نفره دو پازل از چهار پازل ممکن (۱۰۰۰ یا ۱۵۰۰ قطعه‌ای) را در محدودیت زمانی ۱۸۰ دقیقه‌ای تکمیل می‌کنند.
- ردهٔ زوجی: یک زوج یک پازل (۵۰۰ یا ۱۰۰ قطعه‌ای) را در یک محدودیت زمانی ۷۵-۹۰ دقیقه‌ای تکمیل می‌کنند.
- ردهٔ انفرادی: هر شرکت کننده یک پازل ۵۰۰ قطعه ای را در  محدودیت زمانی ۹۰ دقیقه‌ای تکمیل می کند.

در اولین مسابقات جهانی  جورچین تنها یک دور نهایی در هر رده وجود داشت. در سال ۲۰۲۲ نیمه نهایی در همه رده‌ها معرفی شد. در سال ۲۰۲۳، با توجه به افزایش تعداد شرکت کنندگان، یک دور اولیه نیز قبل از نیمه نهایی رویداد انفرادی معرفی شده است.

## شرکت کنندگان بر اساس رده
| سال  | فردی | زوجی | گروهی |
| ---- | ---- | ---- | ----- |
| 2019 | 199  | 196  | 86    |
| 2022 | 240  | 176  | 77    |
| 2023 | 572  | 340  | 159   |

## لینک های خارجی
- "WJPF". World Jigsaw Puzzle Federation.
- "World Jigsaw Puzzle Championship". World Jigsaw Puzzle Federation.
- "First World Jigsaw Puzzle Championship". elnortedecastilla.es. 28 September 2019.